# Walewice (powiat bełchatowski)
Walewice – wieś w Polsce położona w województwie łódzkim, w powiecie bełchatowskim, w gminie Zelów.
W latach 1975–1998 miejscowość należała administracyjnie do województwa piotrkowskiego.

## Szlaki turystyczne
Przez wieś prowadzi  niebieski turystyczny Szlak „Osady Braci Czeskich” (65 km): Widawa (PKS) – Ruda – Chrząstawa – Faustynów – Walewice – Pożdżenice – Zelów – Zelówek – Bocianicha – Grzeszyn – Gucin – Rokitnica – Talar – Barycz – Ostrów – Łask Kolumna (PKP, PKS).